# 米切爾·普維尼諾
米切爾·普維尼諾（德語：Michele Polverino；1984年9月26日—）是一位列支敦士登足球運動員。在場上的位置是中場或前鋒。他現在效力於奧地利足球超級聯賽球隊列特足球俱樂部。他也代表列支敦士登國家足球隊參賽。